# 中央アジア連合
中央アジア連合（ちゅうおうアジアれんごう）は2007年4月26日にカザフスタンのヌルスルタン・ナザルバエフ大統領が提案した構想。中央アジアのテュルク系民族の四つの共和国、カザフスタン、キルギス、トルクメニスタン、ウズベキスタンをまとめ、一つの国に合併する構想で、合併後の国名には“トルキスタン”と言う名前が提案されている。もし“トルキスタン”が成立するならば、非トルコ系であるが、文化的に関連の深いタジキスタンもこの連合に含まれる。
連合の提案は主に貿易、査証体制、旅行、安全など、各国国境の問題を扱う。実現すれば、中央アジア連合は現在優位を占めているロシアの集団安全保障条約機構や中ロの率いる上海協力機構で平衡力を表すだろう。カザフ大統領は自らの提案の中で
「この地域では我々は経済利害、文化遺産、言語、信仰、環境保護問題を共有しており、共通の外的脅威に面しています。欧州連合の創設の父は欧州がより多くのことを共有しようと望んだだけでした。我々は経済統合、市場の共有、通貨統一に近づける方向に努力を向けるべきです。」
としている。
現在までに、カザフ大統領とキルギス大統領は両国の間に「国家間最高会議」を作る合意に調印した。加えて、カザフスタン、ウズベキスタン、キルギスは「永久友好条約」に調印している。
だが、提案はカザフスタン・キルギス・タジキスタンに支持されたにも拘らず、ウズベキスタンのイスラム・カリモフ大統領はこれを完全に否定していた。

## 加盟候補国
| 国               | 人口              | 面積 (km²)      | GDP (名目)        | 一人当たり GDP (名目) |
| ---------------- | ----------------- | --------------- | ----------------- | --------------------- |
| カザフスタン     | 15,217,711        | 2,724,900       | 1411億ドル        | 9,266ドル             |
| キルギス         | 5,356,869         | 199,900         | 107.64億ドル      | 2,009ドル             |
| ウズベキスタン   | 27,372,000        | 447,400         | 641億ドル         | 2,342ドル             |
| タジキスタン     | 7,215,700         | 143,100         | 118.20億ドル      | 1,638ドル             |
| トルクメニスタン | 5,110,023         | 488,100         | 495億ドル         | 9,687ドル             |
| 合計             | (24位) 59,504,723 | (7位) 4,003,400 | (40位) 2770億ドル | (85位) $4,655         |